# كريس سوليفان
كريس سوليفان (بالإنجليزية: Chris Sullivan)‏ (3 نوفمبر 1988 بأستراليا - ) هو لاعب كرة قدم أسترالي في مركز الدفاع. لعب مع أبولون بونتو ‏ وOdysseas Kordelio F.C. ‏.

## وصلات خارجية
- كريس سوليفان على موقع قاعدة بيانات كرة القدم.إي يو (الإنجليزية)
- كريس سوليفان على موقع Soccerway.com (الإنجليزية)